# Siempre sale el sol
Siempre Sale El Sol es el álbum-debut del exconcursante de Operación Triunfo 2006 Daniel Zueras. El álbum lo editó Universal / Vale Music.

## El Disco
"Siempre Sale El Sol" es el primer disco en solitario del cantante zaragozano Daniel Zueras, segundo finalista de OT 2006. Después de tres meses de duro trabajo en Barcelona grabando y componiendo el disco, y compaginándolo con los conciertos de Operación Triunfo, Daniel llega a las listas con "Siempre Sale El Sol". El disco fue publicado el 23 de abril de 2007 en España, vía Universal.
El disco es un álbum Pop/Dance y con toques de R&B y música Electrónica de los '80.

## Canciones
| #   | Nombre                     | Autoría                       | Duración |
| --- | -------------------------- | ----------------------------- | -------- |
| 1.  | "No Quiero Enamorarme"     | David Santiesteban            | 4:05     |
| 2.  | "Siempre Sale El Sol"      | David Santiesteban            | 3:18     |
| 3.  | "Baila"                    | Pablo Pinilla                 | 3:07     |
| 4.  | "Fiel Confidente"          | Pablo Pinilla                 | 4:09     |
| 5.  | "Dime Que No Es Amor"      | Rafa Martín                   | 3:35     |
| 6.  | "Si Juegas Con Fuego"      | David Santiesteban            | 4:20     |
| 7.  | "Entre El Amor & El Dolor" | David Santiesteban            | 2:36     |
| 8.  | "El Centro De Tu Vida"     | David Santiesteban            | 4:26     |
| 9.  | "Mil Recuerdos"            | Daniel Zueras; Raquel Grualba | 3:32     |
| 10. | "La Cara & Cruz"           | David Santiesteban            | 4:00     |
| 11. | "Un Amor Sin Final"        | Carlos Arnaiz; Pablo Pinilla  | 4:07     |

## Listas

### Semanales
| País   | Ranking         | Primera semana | Posición de ingreso | Mejor posición | Semanas en la mejor posición | Semanas en el ranking | Última semana |
| ------ | --------------- | -------------- | ------------------- | -------------- | ---------------------------- | --------------------- | ------------- |
| Europa |                 |                |                     |                |                              |                       |               |
| España | Top 100 álbumes | 29/04/2007     | 31                  | 31             | 1                            | 3                     | 13/05/2007    |